# فرد مكنيل
فرد مكنيل (بالإنجليزية: Fred McNeill)‏ هو محامي أمريكي، ولد في 6 مايو 1952 في درم في الولايات المتحدة، وتوفي في 3 نوفمبر 2015 في لوس أنجلوس في الولايات المتحدة بسبب تصلب جانبي ضموري.

## وصلات خارجية
- فرد مكنيل على موقع مرجع كرة القدم المحترفة.كوم (الإنجليزية)